# Hygrophoropsis laevis
Hygrophoropsis laevis är en svampart som beskrevs av Heinem. & Rammeloo 1985. Hygrophoropsis laevis ingår i släktet Hygrophoropsis och familjen Hygrophoropsidaceae.   Inga underarter finns listade i Catalogue of Life.